# Орловский, Валентин Викентьевич
Валентин Викентьевич Орловский (1900—1961) — советский военачальник, генерал-лейтенант инженерно-танковой службы (27.06.1945) 

## Биография
Родился в 1900 году в городе г. Дисна (ныне в Миорском районе Витебской области, Республика Беларусь). Поляк.
Член ВКП(б) с 1917 года.
С октября 1918 года красноармеец и политком батареи Сводно-Балтийской пехотной дивизии. С октября 1919 года — помощник военкома дивизиона 3-й Казанской стрелковой дивизии. С декабря 1919 года — военком 3-го легко-артиллерийского дивизиона 3-й стрелковой дивизии. С октября 1920 года — военком 9-й стрелковой бригады. С марта 1921 года — военком дивизиона 3-й стрелковой дивизии. С апреля 1922 года — военком повторных курсов комсостава 7-го стрелкового корпуса. С июля 1922 года — военком управления начальника артиллерии 3-й стрелковой дивизии. С августа 1924 года — военком 9-го конно-артиллерийского дивизиона. С августа 1925 года — военный комиссар 50-го кавалерийского полка 9-й кавалерийской дивизии. С ноября 1925 года — военком 7-го артиллерийского полка 7-й стрелковой дивизии.
С сентября 1926 года слушатель Артиллерийских КУКС. С августа 1927 года — помощник командира полка по хозяйственной и строевой части 33-го артиллерийского полка 33-й стрелковой дивизии. С сентября 1929 года — слушатель Военно-технической академии РККА им. Ф. Э. Дзержинского. С мая 1932 года — слушатель Военной академии механизации и моторизации РККА. С ноября 1933 года — начальник конструкторнского отделения промышленного факультета Военной академии механизации и моторизации РККА имени И. В. Сталина. В июле 1934 года назначен начальником учебного отдела Военной академии механизации и моторизации РККА имени И. В. Сталина. В декабре 1936 года назначен помощником начальника отдела Управления военно-учебных заведений РККА. С марта 1937 года — врид начальника 1-го отдела УВВУЗ РККА.
22 февраля 1938 года, Указом Президиума Верховного Совета СССР — В связи с XX годовщиной Рабоче-Крестьянской Красной Армии и Военно-Морского Флота за проявленное мужество и самоотверженность в боях с врагами Советской власти и за выдающиеся успехи и достижения в боевой, политической и технической подготовке частей и подразделений Рабоче-Крестьянской Красной Армии, военинженер 1-го ранга Орловский был награждён орденом Красного Знамени.
С 17 сентября 1940 года военинженер 1-го ранга, а с 7 февраля 1943 года генерал-майор инженерно-танковой службы Орловский занимает должность заместителя по научной и учебной работе — Военной академии механизации и моторизации РККА. В 1942 году в течение месяца находится на стажировке на Сталинградском фронте.
С 28 сентября 1943 года — помощник командующего БТи МВ Воронежского фронта по ремонту и снабжению (с 16 октября 1943 г. 1-й Украинский фронт). За короткий срок пребывания в этой должности Орловский, выезжая непосредственно на ремонтные базы и танковые батальоны, оказывая практическую помощь ремонте, эксплуатации и эвакуации танков, сумел коренным образом перестроить работу фронтовых и армейских ремонтных средств, добился повышения качества и количества отремонтированных танковой техники, за что подчиненные ему ремонтные части были удостоены Всесоюзной денежной премии Народного Комиссариата Обороны.
В период с 1 ноября 1943 года по 15 мая 1945 года танковыми ремонтными и эвакуационными частями под командованием заместителя командующего БТи МВ 1-го Украинского фронта Орловского, эвакуировано с поля боя 5 030 танков, в заводской ремонт отправлено более 1 000 танков, отремонтировано 10 598 танков текущим, 5 408 средним и 950 капитальным ремонтами. Проделана большая работа по усовершенствованию знаний командного и технического состава, а также механиков-водителей танковых частей фронта, в результате повышен моторесурс танков в 1,5-2 раза. Было организованно производство моторов и других агрегатов, а также запасных частей в условиях фронта, используя трофейное оборудование и сырье.
С 6 августа 1945 года — и.д. заместителя командующего БТиМВ по ремонту, эксплуатации и снабжению Центральной группы войск. 10 декабря 1946 года назначен начальником Технического управления Главного бронетанкового управлении Советской Армии. 26 августа 1949 года назначен председателем научно-танкового комитета БТ и МВ ВС. 25 июля 1950 года назначен председателем научно-танкового комитета, он же заместитель начальника Главного бронетанкового управления СА по научной части. С 7 мая 1953 года — и.д. председателя научно-танкового комитета Главного бронетанкового управления. Приказом МО СССР № 01353 от 13.05.1953 г. утвержден в должности. 10 февраля 1954 года назначен заместителем начальника Главного бронетанкового управления. 22 августа 1959 года уволен в отставку с правом ношения военной формы.
Умер в 1961 году, от лучевой болезни после испытаний ядерного оружия. Похоронен на Новодевичьем кладбище (8 участок, 12 ряд, 5 место).

Могила Орловского на Новодевичьем кладбище Москвы.

## Награды
СССР
- Орден Ленина (21 февраля 1945)
- Четыре ордена Красного Знамени (22 февраля 1937, 10 января 1944[8], 3 ноября 1944, 20 июня 1949)
- Орден Кутузова 1 степени (31 мая 1945) — за умелое и мужественное руководство боевыми операциями и за достигнутые в результате этих операций успехи в боях с немецко-фашистскими захватчиками[9]
- Орден Кутузова 2 степени (6 апреля 1945)
- Медали, в том числе:
  - «XX лет Рабоче-Крестьянской Красной Армии» (1938)
  - «За оборону Москвы» (28 декабря 1944)
  - «За оборону Сталинграда»
  - «За Победу над Германией в Великой Отечественной войне 1941—1945 гг.» (1945)
  - «За взятие Берлина» (1945)
  - «За освобождение Праги» (1945)

Иностранные награды
- Чехословацкий Военный крест (ЧССР)
- Орден «Крест Грюнвальда» III степени (ПНР)
- Орден Виртути Милитари V класса (ПНР)
- Медаль «За Одру, Нису и Балтику» (ПНР)
- Медаль Победы и Свободы (ПНР)
- Медаль «Китайско-советская дружба» (КНР)